# Stop and Stare
«Stop and Stare» — второй сингл американской поп-рок-группы OneRepublic из их дебютного альбома Dreaming Out Loud. Сингл появился на американских радиостанциях 17 ноября 2007 года и 16 декабря 2007 на британском радио. Цифровые продажи сингла составили более 2 миллионов экземпляров. Песня используется в одном из эпизодов сериала The Hills, эпизоде «Герой» седьмого сезона сериала «Тайны Смолвиля», пилотном эпизоде сериала «Касл», в фильме «Соблазнитель».

## Видеоклип
Премьера видеоклипа «Stop and Stare» состоялась в эфире MTV TRL 28 января 2008 года. Режиссёром клипа стал Энтони Мэндлер. Клип был снят в пустыне Палмдейл, штате Калифорния, на старой заправочной станции и прилегающем мотеле.

## Список композиций
UK CD single
| №  | Название         | Длительность |
| -- | ---------------- | ------------ |
| 1. | «Stop and Stare» | 3:44         |
| 2. | «Hearing Voices» | 3:55         |
| 3. | «On my level»    | 5:55         |

Australian CD single
| №  | Название                     | Длительность |
| -- | ---------------------------- | ------------ |
| 1. | «Stop and Stare»             | 3:43         |
| 2. | «Something's Not Right Here» | 3:02         |

iTunes Stop and Stare EP
| №  | Название                           | Длительность |
| -- | ---------------------------------- | ------------ |
| 1. | «Stop and Stare»                   | 3:44         |
| 2. | «Last Goodbye» (Stripped Live Mix) | 4:31         |
| 3. | «Too Easy»                         | 3:15         |

## Позиции в чартах
| Чарт (2007/2008)                  | Лучший результат |
| --------------------------------- | ---------------- |
| Australian ARIA Singles Chart     | 11               |
| Canadian Hot 100                  | 16               |
| Danish Singles Chart              | 7                |
| Dutch Singles Chart               | 18               |
| German Singles Chart              | 6                |
| Irish Singles Chart               | 5                |
| Italian Singles Chart             | 13               |
| New Zealand Singles Chart         | 11               |
| Swiss Singles Chart               | 8                |
| Türkiye Top 20                    | 11               |
| UK Singles Chart                  | 4                |
| UK Airplay Chart                  | 1                |
| Billboard Hot 100                 | 12               |
| Billboard Pop 100                 | 9                |
| Billboard Hot Adult Top 40 Tracks | 2                |

Годовые чарты
| Чарт (2008)          | Позиция |
| -------------------- | ------- |
| German Singles Chart | 40      |